# Journal21
Journal 21 ist ein schweizerisches Onlinemagazin, an dem etwa 40 erfahrene Journalistinnen und Journalisten mitarbeiten. Gegründet wurde Journal 21 im Jahr 2010 vom früheren Redaktionsleiter der SRF-Tagesschau Heiner Hug. Journal 21 ist im Internet frei zugänglich und wird ohne Gewinnabsicht betrieben. Seit dem Start am 10. September 2010 erscheinen jeden Tag mehrere neue Artikel. 

## Publizistisches Konzept
Journal 21 bietet Hintergrundartikel und Kommentare in den Sparten Politik, Wirtschaft und Kultur. Die Artikel stammen von einem Autorenkreis, bestehend aus Journalistinnen und Journalisten sowie publizistisch erfahrenen Fachleuten aus Kultur, Bildung und Wissenschaft. Die Liste mit sämtlichen je aktiven Autorinnen und Autoren zählt rund 300 Namen; über 40 Personen sind regelmässig mit aktuellen Beiträgen präsent. Die Autorinnen und Autoren wählen ihre Themen selbst. Ein Erkennungszeichen von Journal 21 ist das «Bild des Tages», ein aktuelles grossformatiges Foto auf der Front, begleitet von einem informativen Text. 
Neben den aktuellen Beiträgen bestehen feste Rubriken:
- die tägliche Chronik unter dem Titel «Damals am …»
- der «Kommentar 21», der in der Regel am Montag und Donnerstag erscheint und von einem festen Autorenstamm verfasst wird
- das «Historische Bild» am Dienstag und am Freitag
- eine angelsächsische Presseschau unter der Rubrik «Ignaz Staub´s Choice»

Ein täglicher Newsletter informiert kostenlos über die jeweils jüngsten Beiträge.
Ergänzend zum publizistischen Angebot führt Journal 21 von Fall zu Fall Informations- und Diskussionsabende mit Autorinnen und Autoren durch.
Journal 21 lebt von der Bereitschaft der Mitwirkenden. Beiträge werden nicht finanziell honoriert, auch Vorstand und Redaktion erhalten keine Entschädigungen. Die nötigen finanziellen Mittel für Technik, Webhosting, grafische Gestaltung, das Abonnement bei der Bildagentur sowie Unkosten von Veranstaltungen werden mit Spenden von Privatpersonen und Stiftungen abgedeckt.

## Organisation
Träger von Journal 21 ist ein im Handelsregister des Kantons Zürich eingetragener gemeinnütziger Verein, gebildet aus Mitgliedern des Autorenpools. Der Vereinsvorstand besteht aus Heiner Hug (Präsident), Pedro Hochmann, Silvia Kübler, Reinhard Meier, Urs Meier, Ignaz Staub und Stephan Wehowsky. Diese Personen bilden auch das operative Leitungsteam, das sich wöchentlich zu einer Video-Redaktionskonferenz zusammenschaltet.
Die Aufgabe des verantwortlichen Redaktors wird im täglichen Turnus besorgt von
- Heiner Hug, ehemals Redaktionsleiter Schweizer Tagesschau
- Reinhard Meier, ehemals Neue Zürcher Zeitung, Auslandskorrespondent, stellvertretender Auslandschef
- Urs Meier, ehemals Geschäftsführer der Reformierten Medien in der Schweiz
- Stephan Wehowsky, ehemals Süddeutsche Zeitung, Innenpolitik und Kultur